# Венералії
Венералії — у Стародавньому Римі свято на честь Венери, лат. Venus Verticordia (Управительки сердець), богині кохання і краси. Святкувалося 1 квітня.
За ритуалом у Римі прикрашали жінки статуї божества квітами. Жінки омивалися у цей день у громадських термах та прикрашали себе вінками із Мирта. У цей день вважалося, що жінки отримують божественну допомогу у коханні та доброму ставленні до них чоловіків.
Частиною свята було також поклоніння Fortuna Virilis.